# جوني هانكس
جوني هانكس (بالإنجليزية: Johnny Hanks)‏ مواليد 06 ديسمبر 1934 في أوكلاند - الوفاة 03 مارس 2013، كان ملاكم محترف نيوزلندي صنّف ضمن فئة وزن الريشة.

## إحصائيات
خاض خلال مسيرته 25 نزالا، فاز في 12 ولم يتعادل وخسر في 13. فاز بالضربة القاضية في 3 نزالا.

## روابط خارجية
- جوني هانكس على موقع بوكس ريك (الإنجليزية) (registration required)